# اومه جیسو ماکی
اومه جیسو ماکی (به ژاپنی: 梅紫蘇巻 うめじそまき ume shiso maki): نام یکی از انواع ماکی‌زوشی (از انواع هوسوماکی یا رول نازک) در آشپزی ژاپنی است. همچنین یک نوع آلو است که پس از نمک زدن و خشک کردن به آن شکر افزوده شده و سپس به مدت یکسال به دور آن ریحان ژاپنی پیچیده شده و به این طریق نگهداری می‌شود. خوردن اومه جیسو ماکی در استان شیمانه و استان هیروشیما بسیار مرسوم است. طرز تهیهٔ آن در دورهٔ ادو بخاطر حفظ بیشتر آلو به وجود آمده‌است.

## منبع
- مشارکت‌کنندگان ویکی‌پدیا. «梅紫蘇巻». در دانشنامهٔ ویکی‌پدیای ژاپنی، بازبینی‌شده در ۶ فوریه ۲۰۱۲.